# Sata salamaa (Antti Tuisku)
Sata salamaa (finlandese: "Cento fulmini") è un singolo di Antti Tuisku pubblicato nel 2015 dalla Warner Music Finland.
Il brano è una cover della canzone di Virve Rosti che rappresentò la Finlandia all'Eurovision Song Contest 1987.
Il singolo ha raggiunto la prima posizione in Finlandia nella classifica dei brani più venduti.

## Tracce
1. Sata salamaa – 3:07

## Classifiche
| Classifica           | Massima posizione |
| -------------------- | ----------------- |
| Finlandia            | 1                 |
| Finlandia (download) | 1                 |
| Finlandia (radio)    | 2                 |